# La Colonne brisée (Kahlo)
Ne doit pas être confondu avec La Colonne brisée (Poirier).
La Colonne brisée est une peinture à l'huile sur toile marouflée sur Isorel mesurant 40 × 30,7 centimètres, réalisée en 1944 par la peintre mexicaine Frida Kahlo. Elle est conservée à Mexico au musée Dolores Olmedo,.

## Historique
L'œuvre a été réalisée par Frida Kahlo après qu'elle eut subi une opération de la colonne vertébrale en raison des blessures  subies après un accident de bus en 1925, la contraignant à porter un corset en plâtre qui lui causait d'intenses douleurs.

## Description
D'une esthétique surréaliste, l'œuvre est un autoportrait de l'auteure à demi nue, une colonne ionique fragmentée en guise de colonne vertébrale lui traverse son buste maintenu par un corset orthopédique. Sa taille est revêtue d'un drapé blanc et des dizaines de clous sont plantés sur son visage et son corps. Son visage de trois-quarts est couvert de larmes blanches.
L'arrière-plan laisse voir un paysage désertique au sol crevassé vert et un ciel bleu.

## Interprétations
L'œuvre est interprétée comme un symbole de la douleur que l'artiste a ressentie dans tout son corps à la suite de ses blessures. Frida Kahlo utilise les clous dans son œuvre comme un signe de la douleur physique et de sa relation constante et stoïque avec celle-ci. On remarque que les clous sont plantés en majorité dans sa jambe (rappelant sa poliomyélite) mais également un clou particulièrement grand dans le sein (rappelant son infertilité) ou dans son cœur (rappelant ses peines amoureuses). Des larmes coulent sur son visage qui n'exprime aucune expression douloureuse, ce qui signifierait sa détermination à faire face à sa condition,,. La composition de l'œuvre et le drapé blanc se référeraient à l'iconographie des martyrs chrétiens,, à celle de la résurrection du Christ. Le drapé couvrant son bas-ventre évoquerait son infertilité[réf. souhaitée]. Le paysage aride en arrière-plan ferait référence à la désolation et à la solitude ressenties par l'auteure à l'époque mais également à son infertilité.